# Leïla Sebbar
Leïla Sebbar, née le 19 novembre 1941 à Aflou (Hauts-Plateaux), en Algérie, est une écrivaine française.

## Biographie
Leïla Sebbar est née le 19 novembre 1941 à Aflou. Son père, instituteur algérien, a été relégué par le régime de Vichy dans cette région des hauts plateaux. Sa mère, institutrice française, est originaire de Dordogne. Durant la guerre d'Algérie, elle est en pension au collège et au lycée à Blida et à Alger. Elle passe une année en hypokhâgne à Alger au lycée Bugeaud avant de quitter l'Algérie pour poursuivre ses études en France et s'installer à Paris. Ses parents s’installent aussi en France en 1970,.
Étudiante en lettres modernes à Aix-en-Provence puis à la Sorbonne, elle publie en 1974 sa thèse de troisième cycle, Le Mythe du bon nègre dans la littérature du XVIIIe siècle. Elle est ensuite professeur de Lettres à Paris, tout en se consacrant à l'écriture. Elle est l’autrice d’essais, de carnets de voyage, de récits, de critiques littéraires, de recueils de textes inédits, de nouvelles et de romans. Elle collabore aussi à France Culture (Panorama) pendant une quinzaine d'années, au Magazine littéraire et à La Quinzaine littéraire.
Son œuvre est centrée sur l'exil et les relations Orient/Occident. Ses archives sont disponibles à l'Institut mémoires de l'édition contemporaine (IMEC).

## Publications

### Essais
- On tue les petites filles, Stock, 1978.
- Le Pédophile et la Maman, Stock, 1980.
- Lettres parisiennes, Autopsie de l'exil, avec Nancy Huston, Bernard Barrault, 1986, poche J'ai lu, 2014.
- Dialogue avec Leïla Sebbar, traversières de Dominique Le Boucher, photographies de Jacques Du Mont, Éditions Marsa, 2015.
- L'orientalisme et les silences de la langue de mon père, l'arabe, p. 81-83, L'Algérie de Gustave Guillaumet (1840-1887), Marie Gautheron, commissaire scientifique (éd. Gourcuff Gradenigo, 2018, Montreuil).
- Un voyage désorienté, préface p. 7-9, Le voyage en Afrique du Nord, Images et  mirages d'un tourisme (1880-1931) de Christine Peltre, collection Pierre de Gigord (éd. Bleu autour, 2018).

### Nouvelles et recueils
- La Négresse à l’enfant, Syros, 1989. Recueil.
- Le Baiser, Collection, Paris,  Hachette, coll. « Courts Toujours », 1997. Recueil.
- Sept filles, Thierry Magnier, 2003. Recueil.
- Soldats, Paris, Éd. du Seuil, 1999 ; Seuil, coll. « Points virgule », 2004. Recueil.
- Isabelle l’Algérien, Un portrait d’Isabelle Eberhardt, dessins de Sébastien Pignon, Al Manar-Alain Gorius, 2005. Recueil.
- L’Habit vert, Thierry Magnier, 2006. Recueil.
- La Jeune Fille au balcon, Paris, Éd. du Seuil, 1996. coll. « Points Virgule » ; Seuil, 2001 ; Points Seuil, 2006. Recueil.
- Le Peintre et son modèle, Al Manar-Alain Gorius, 2007. Recueil.
- Métro, Éd. du Rocher, Coll. « Chantal Chawaf », 2007. Recueil.
- Le Ravin de la femme sauvage, Thierry Magnier, 2007. Recueil.
- Le Vagabond, Louisa, La Blanche et la Noire, Noyant d’Allier, Bleu autour, 2007-2008.
- Une femme à sa fenêtre, nouvelles du grand livre du monde, dessins de Sébastien Pignon, Al Manar-Alain Gorius, 2010. Recueil.
- Aflou, Djebel amour, avec Jean-Claude Gueneau et Nora Aceval, Bleu autour, 2010.
- Ecrivain public, Bleu autour, 2012. Recueil.
- Les Yeux verts, nouvelle, Apulée, revue de littérature et de réflexion sous la direction de Hubert Haddad, 1. Galaxies identitaires, Paris, Éd. Zulma, 2016, p. 171-173.
- La Maison bleue, nouvelle, p. 121-125, Étoiles d'encre 67/68, revue de femmes en Méditerranée, Transgressions, Montpellier, Éd. Chèvre feuille étoilée, 2016.
- Sur la colline, une koubba dans la réédition de Je ne parle pas la langue de mon père. L'arabe comme un chant secret, aquarelles de Sébastien Pignon, Éd. Bleu autour, 2016.
- L'Orient est rouge, Éd. Elyzad, 2017. Recueil.
- Sur une pierre du Vieux Ténès , p. 76-77, Le Magazine littéraire, Méditerranée, 30 écrivains pour voyager (juin 2017, n° 580, Paris).
- Le sommeil de la guerrière, p. 109-110, Revue de Hubert Haddad, Apulée, Éd. Zulma, 2018, Paris.
- Vierge à l'enfant, nouvelle, Harfang, p. 38-42, revue de littératures, éditée et diffusée par Nouvelles R ; entretien avec Joël Glaziou, directeur de la publication et rédacteur, p. 36-37 (n° 51, novembre 2017, Angers).
- Vous n'avez aucun message, nouvelle, Rrose Sélavy, Revue Correspondances, numéro 3 (novembre 2017, collectif, Gilard Nadia, éd. Books on Demand, Paris).
- Dans la chambre, dessins et aquarelles de Sébastien Pignon, Bleu autour, 2019. Recueil.
- La maison a sauté, p. 31-34, Revue Harfang, numéro 55, novembre 2019 (Angers, dir. Joël Glaziou).
- Leïla Sebbar & Isabelle Eberhard, préface de Manon Paillot, dessins et aquarelles de Sébastien Pignon, Bleu autour, 2021. Recueil.
- De l'autre côté de la mer, c'est loin, préface de Sabrinelle Bédrane, Editions Chèvre-feuille étoilée, 2021. Recueil.
- J'aime l'outre-mer, préface de Sabrinelle Bédrane, Éditions Traverse(s) Projectiles, 2023. Recueil.

### Romans
- Fatima ou les Algériennes au square, Stock, 1981 ; Elyzad, 2010.
- Shérazade, 17 ans, brune, frisée, les yeux verts, Stock, 1982, Bleu autour, 2010.
- Le Chinois vert d’Afrique, Stock, 1984 ; Folies d’encre, Eden, 2002.
- Parle mon fils, parle à ta mère, Stock, 1984 ; Thierry Magnier, 2006 ; Parle à ta mère, Elyzad Poche, 2016.
- Les Carnets de Shérazade, Stock, 1985.
- J.H. cherche âme-sœur, Stock, 1987.
- Le Fou de Shérazade, Stock, 1991.
- Le silence des rives, Paris, Stock, 1993 (prix Kateb Yacine) ; Elizad Poche, 2018.
- La Seine était rouge. Paris, octobre 1961, Thierry Magnier, 1999, 2003 ; Babel Actes Sud, 2009.
- Marguerite, Folies d’encre, Eden, 2002 ; Babel Junior, Actes Sud, 2007 ; Elyzad, 2014.
- Les Femmes au bain, Bleu autour, 2006, 2009.
- Mon cher fils, Elyzad, 2009, 2012, Éd. Poche, 154 pages  (ISBN 978-9973-58-015-3).
- La Confession d’un fou, Bleu autour, 2011.

### Carnets de voyages (textes et images)
- Mes Algéries en France, Carnet de voyages, préface de Michelle Perrot, Bleu autour, 2004.
- Journal de mes Algéries en France, Bleu autour, 2005.
- Voyage en Algéries autour de ma chambre, Bleu autour, 2008.
- Le Pays de ma mère, voyage en Frances, Bleu autour, 2013.

### Collectifs sous la direction de Leïla Sebbar

#### Récits d’enfance
- Petites filles en éducation, Les Temps Modernes, mai 1976.
- Recluses et vagabondes, avec Nancy Huston, Les Cahiers du GRIF, 1988.
- Algérie, [textes et dessins inédits pour l’Algérie], Casablanca, Éd. Le Fennec, 1995.
- Shérazade à Alger, p. 69-71, collectif Algérie, Éd. Le Fennec, Casablanca, 1995.
- Une enfance algérienne, Gallimard, Coll. « Haute Enfance », 1997 ; Folio, 1999.
- Une enfance outremer, Seuil, Points Virgule, 2001.
- Une enfance d'ailleurs, 17 écrivains racontent, avec Nancy Huston, Belfond, 1993 ; J’ai lu, 2002.
- Les Algériens au café, dessins de Sébastien Pignon, Al Manar-Alain Gorius, 2003.
- Mon père, Éditions Chèvre-feuille étoilée, 2007.
- C’était leur France, en Algérie avant l’indépendance, Éditions Gallimard, Coll. « Témoins », dirigée par Pierre Nora, 2007.
- Ma mère, Éditions Chèvre-feuille étoilée, 2008.
- Une enfance corse, avec Jean-Pierre Castellani, Éd. Bleu autour, 2010.
- Enfances tunisiennes, avec Sophie Bessis, Elyzad, 2010.
- Une enfance juive en Méditerranée musulmane, [récits inédits d’écrivains du Maroc jusqu’à la Turquie], Éd. Bleu autour, 2012.
- L'enfance des Français d'Algérie, [récits inédits d’écrivains], dessins de Sébastien Pignon, Éd. Bleu autour, 2014.
- Une enfance dans la guerre. Algérie 1954-1962, dessins de Sébastien Pignon, Éd. Bleu autour, 2016.
- L'Algérie en héritage, textes inédits réunis par Martine Mathieu-Job et Leïla Sebbar, Éd. Bleu autour, 2020.

#### Albums de photographies
- Des femmes dans la maison, anatomie de la vie domestique, avec Dominique Doan, Luce Pénot, Dominique Pujebet, Nathan, 1981.
- Génération métisse, avec des photographies d'Amadou Gaye, préface de Yannick Noah, Éditions Syros, 1988.
- Femmes des hauts-plateaux, Algérie 1960, avec Marc Garanger, La boîte à documents, 1990.
- Marseille, Marseilles, avec Yves Jeanmougin, Parenthèses, 1992.
- Val Nord, fragments de banlieue, avec Gilles Larvor, nouvelles Leïla Sebbar, Au nom de la mémoire, 1998.
- Algériens, frères de sang, Jean Sénac, Lieux de mémoire, Yves Jeanmougin, Marseille, Métamorphoses, 2005.
- Il dort, Vivre par terre, avec Philippe Castetbon, Éd. Tirésias, 2002.
- Femmes d’Afrique du Nord, avec Jean-Michel Belorgey, Bleu autour, 2002, 2006, avec Christelle Taraud, 2010, Cartes postales, 1885-1930.

#### Jeunesse
- Ismaël, dans la jungle des villes, Bayard Presse, J'aime lire, 1986.
- J’étais enfant en Algérie, Alger, juin 1962, Paris, Éditions du Sorbier, 1997.

### Chroniques, récits, études, entretiens, traductions, théâtre, textes critiques universitaires

#### Autobiographie, autofiction
- L'arabe comme un chant secret, Bleu autour, 2007, 2010[5].
- De l’enfant à la femme, une histoire de sang, variations, p. 117-120, Étoiles d'encre, Revue de femmes en Méditerranée, Métamorphose, nos 59-60, Montpellier, Sidi-Bel-Abbès, octobre 2014.
- Je ne parle pas la langue de mon père. L'arabe comme un chant secret, réédition avec commentaires critiques, iconographie, cahiers photos, aquarelles de Sébastien Pignon, Éditions Bleu autour, 2016[6],[7],[8].
- Mon exil à perpétuité, Rrose Sélavy, numéro 1, Exil, Nadia Gilard, Paris, Èdition BoD - Books on Demand, avril 2016.
- Les femmes et les filles du peuple de mon père, l'Arabe imaginaire, Clio, Femmes, Genre, Histoire, n° 43, 2016.
- Citoyennetés, Paris, Éditions Belin, 2016.
- La broche d'Aflou. Souvenir, Rrose Sélavy, numéro 2, dir. Nadia Gilard, Édition BOD - Books on Demand, janvier 2017.
- Violence, Histoire, Fiction. Une mémoire contemporaine, p. 89-90. Mémoires en Jeu, Mémoires At Stake. Enquête sur la littérature mémorielle contemporaine n° 5 (12/2017, Éditions Kimé, Paris).
- Les filles de l'institutrice, A l'école en Algérie 1930 à l'Indépendance, dir. Martine Mathieu-Job, Éditions Bleu autour, 2018.
- Traduire l'Algérie de mon père, p. 81-82, Apulée, revue de littérature et de réflexion, n° 4, 2019, Rédacteur en chef Hubert Haddad (Éditions Zulma, Paris).
- Lettre à mon père, Éditions Bleu autour, 2021.

#### Récits
- Sous le viaduc, une histoire d'amour (Paris. 2010, 2011, 2013), gravures Sébastien Pignon, Éd. Bleu autour, collection Céladon, 2018.

#### Chroniques
- J’étais dans le flou, Siècle 21, Littérature et société, Treizième année, n°25, automne-Hiver 2014, chroniques, « Regards sur le monde actuel », Paris, La Fosse aux ours, p. 63-66.
- Une histoire de combinaison, Passants du siècle, Siècle 21, Littérature et société, n° 26, printemps-été 2015, La fosse aux ours, 2 rue Emile Deutsch-de-la-Meurthe, 75014 Paris, p. 118-119.
- Sous le viaduc, les Roms, [suite], septembre, octobre, novembre 2015, Siècle 21, Littérature et Société n° 28, Paris, La fosse aux ours, printemps-été 2016, p. 104-106.
- Mes révolutions, Etoiles d'encre, revue de femmes en Méditerranée, numéros 71-72 (éd. Chèvre-feuille étoilée), octobre 2017, Montpellier, Sidi-Bel-Abbès, p. 9-10.
- Mon père aurait aimé l'Algérie de Gustave Guillaumet, p. 173-175, Revue A Littérature-Action, n° 3 (éd. marsa, Rilhac-Rancon, 2018 octobre-décembre).
- Algeria felix ou L'Algérie heureuse, photographies de Mohamed Kacimi, Etoiles d'encre, Revue de femmes en Méditerranée, numéros 79-80 (éd. Chèvre-feuille étoilée), octobre 2019, Montpellier - Sidi-Bel-Abbès, p. 11-16.
- C'est une fille de nos plateaux, chronique, Papier Machine, revue, numéro 9, Hiver 2019/2020, PLATEAU, p. 76-78, Bruxelles.

Entretiens
- Entretien avec Leïla Sebbar, Écrire sans (presque) prendre de risques, p. 123-36, Le (beau) risque d'écrire, Entretiens littéraires par Karin Schwerdtner (Editions Nota Bene, Québec, 2017)[9].
- Entretien avec Leïla Sebbar, par Sabrinelle Bédrane, p. 321-334, L'Algérie, traversées, colloque de Cerisy, sous la direction de Ghyslain Levy, Catherine Mazauric et Anne Roche (éd. Hermann, 2018, Paris).
- Nouvelles étrangères dans ma langue française, entretien avec Leïla Sebbar, par Sabrinelle Bédrane, p. 255-262, colloque de Cerisy, Le Format court, Récits d'aujourd'hui sous la direction de Sabrinelle Bédrane, Claire Colin et Christine Lorre-Johnson (Classiques Garnier, Paris, 2019).
- Entretien avec Leïla Sebbar, par Marie Virolle, à propos du recueil Dans la chambre (Bleu autour éd., 2019), Revue A litterature-Action, Direction Marie Virolle et Laurent Doucet, p. 236-239, volume 5, mai-septembre 2019 (éd. Marsa, 87570 Rilhac-Rancon).

#### Traductions
- Des essais et des romans ont été traduits en italien, anglais, néerlandais ; des nouvelles ont été traduites en arabe, allemand, anglais, catalan, italien, tchèque, norvégien[10].

#### Théâtre
- Les yeux de ma mère, France-Culture, avril 1994. Réalisateur Claude Guerre, comédienne Claire Lasne (prix Italia pour l’interprétation). Repris sous le titre La fille du métro, monologue, dessins Sébastien Pignon (Éd. Al Manar-Alain Gorius, 2015). Traduction en anglais, UBU Theater, New York, 1998 ; Copenhague, Les Éditions Kaléidoscope, 2000.

#### Textes critiques universitaires
- Mildred Mortimer : Leïla Sebbar's La Seine était rouge and Une enfance dans la guerre, Algérie, 1954-1962, Collective trauma, collective memory, p. 131-157 in : Women.
- Fight, Women write, Texts on the algerian war, university of Virginia (Press/Charlottesville and London, 2018), USA.

#### Journal numérique
- Journal de mes Algéries en France, mai 2005 à août 2008.
- Carnets de voyages, Voyage en Algéries autour de ma chambre, octobre 2008 à décembre 2010.
- Journal d'une femme à sa fenêtre, janvier 2011 à septembre 2014.
- Journal d'une femme à sa fenêtre, juin 2014 à septembre 2019.
- Journal d'une femme à sa fenêtre, octobre 2019 à juin 2020.
- Journal d'une femme à sa fenêtre, 2020 - 2021.

## Sur quelques œuvres

### Mon cher fils
Alger, années 2000 : un « vieil homme » se rend chaque jour à la Grande Poste, pour écrire à son fils. Le père, parti jeune en France, s'est établi en région parisienne, et a travaillé chez Renault à l'Île Seguin. Il est rentré à la retraite dans sa maison, en bord de mer, où il vit presque seul. Ses sept filles sont éduquées, mariées, installées, contemporaines. Son fils a quitté la famille, à l'adolescence, par rejet de la situation du père, et de sa soumission. Le père n'a plus aucune nouvelle du fils, depuis trente ans peut-être.
Il est à peu près analphabète, et se fait aider par un écrivain public, une jeune femme, Alma, fille d'un Algérien et d'une Bretonne (retournée au pays), un peu mal à l'aise dans sa vie ou dans sa famille. Elle arrêterait bien de faire l'écrivain public, mais il y a ce chibani, l'homme en bleu de Chine, qui se confie, plus qu'il ne dicte : souvenirs des deux côtés de la Méditerranée, Sébaïn, Frenda, Lodève, Siom, Maroc, Tunisie, les amis d'usine (plutôt marocains ou tunisiens), les cafés, les établis... Mais aussi Spahis, Armée d'Afrique, guerre de libération nationale, 17 octobre 1961, rapatriés français musulmans, Jacques Berque, Zinédine Zidane... Alma est invitée à chercher dans la bibliothèque de son grand-père, et dans la mémoire de sa nourrice des Hauts Plateaux, Minna. Ils échangent de menus cadeaux, comme plumier (d'écrivain public) ou grappe de raisin de la treille (de l'« ancien »).
Chaque jour, une nouvelle rencontre, une jeune fille en hijeb, une vieille femme en haïk, des jeunes dans la rue, des confidences, une remontée de souvenirs (histoires individuelles, contes, cartes postales), jusqu'à cette communion à la Poste autour des bouqala(t),,, chants de femmes, qu'elle transcrit et chantonne pour le vieil homme, pour elle-même, pour retrouver tous ces passés mêlés, et supporter un peu mieux ce présent douloureux.
Le livre est dédié « aux pères qui n'ont pas pu parler avec leurs fils, aux fils qui n'ont pas su parler avec leur père. » La chute est brutale.

## Distinctions

### Prix
- 1985 : Prix Eugène-Dabit du roman populiste pour Les Carnets de Shérazade

### Décorations
- Officière de la Légion d'honneur (3 juillet 2024). Chevalier de la Légion d'honneur en 2006[14]
- Officière de l'ordre des Arts et des Lettres. Elle est promue au grade d’officier le 10 février 2016[15].